# Eschscholzia californiaica
Eschscholzia californica, còn được gọi là hoa anh túc California, hoa anh túc vàng là một loài thực vật có hoa trong họ Papaveraceae. Loài hoa này có nguồn gốc từ Hoa Kỳ và Mexico, và là loài hoa chính thức của tiểu bang California vào năm 1903.